# Ophisma luteiplaga
Ophisma luteiplaga är en fjärilsart som beskrevs av Walker 1858. Ophisma luteiplaga ingår i släktet Ophisma och familjen nattflyn. Inga underarter finns listade i Catalogue of Life.